# Fotbal na Letních olympijských hrách 2024
Fotbalové turnaje mužů a žen na Letních olympijských hrách 2024 se odehrají od 24. července do 10. srpna 2024 v francouzských městech Marseille, Lyonu, Bordeaux, Saint-Étienne, Nice, Nantes a Paříži.

## Stadiony
- Stade Vélodrome, Marseille
- Parc Olympique Lyonnais, Lyon
- Parc des Princes, Paříž
- Stade Geoffroy-Guichard, Saint-Étienne
- Nouveau stade de Bordeaux, Bordeaux
- Allianz Riviera, Nice
- Stade de la Beaujoire, Nantes

## Mužský turnaj
| Zlato     | Stříbro | Bronz  |
| Španělsko | Francie | Maroko |

## Ženský turnaj
| Zlato | Stříbro  | Bronz   |
| USA   | Brazílie | Německo |